# Jonah Bobo
Jonah Bobo (Isla Roosevelt, Nueva York; 24 de enero de 1997) es un exactor estadounidense, conocido por su participación en la película Zathura y por haber sido la voz de Austin en  la serie infantil The Backyardigans. También hizo el papel de Robbie, en la película de Crazy, Stupid, Love.

## Biografía

### Primeros años
Jonah nació en la ciudad de Nueva York en el seno de una familia judía ortodoxa. Su bisabuela paterna era la empresaria y filántropa Salha "Mama" Bobo.

### Carrera
Obtuvo su primer papel en el año 2004 en una película de cine independiente, The Best Thief in the World. Ese mismo año, coprotagonizó junto a Christopher Walken y Josh Lucas la película Around the Bend. Al año siguiente, Bobo consiguió un protagónico en la película infantil Zathura, cinta que apenas recaudó 28 millones de dólares aunque se esperaba que fuera un gran éxito. Zathura fue un inesperado éxito en Europa Oriental después de que el tema principal de su banda sonora fuese utilizado en un anuncio televisivo de HSBC.
Aportó su voz para el personaje de Austin en la serie animada infantil The Backyardigans. También realizó doblaje en la película The Fox and the Hound 2, en el papel de Tod. En 2011 interpretó el papel de Robbie Weaver en la película Crazy, Stupid, Love.

## Filmografía
| Año       | Trabajo                     | Papel            |
| 2004      | The Best Thief in the World | Sam Zaidman      |
| 2004      | Around the Bend             | Zach Lair        |
| 2005      | Zathura: A Space Adventure  | Danny Buldwin    |
| 2006      | The Fox and the Hound 2     | Todd (voz)       |
| 2004-2010 | The Backyardigans           | Austin (1.ª voz) |
| 2011      | Crazy, Stupid, Love         | Robbie Weaver    |
| 2012      | Disconnect                  | Ben Boyd         |